# Puhalo
Puhalo je vrsta niskotlačnoga kompresora za dobavu velike količine plina ili pare, najčešće zraka, uz povećanje tlaka do 3 puta. Takav omjer (stupanj) kompresije veći je od onoga što ga postiže ventilator, a manji od onog uobičajenoga kompresora. Konstrukcijski, puhalo može biti izvedeno kao stapni stroj s oscilirajućim ili rotirajućim stapovima, ili kao turbopuhalo. Puhalo s oscilirajućim stapom koje se giba pravocrtno i pripadnim ventilskim razvodom danas se sve rjeđe izrađuje. Od puhala s rotirajućim stapovima, najpoznatije je Rootsovo puhalo, kakvo se upotrebljava u željezarama i čeličanama za potpuh talioničkih peći. Kod tog puhala, dva rotora grahorasta oblika rotiraju spregnuta sinkronizacijskim zupčanicima jedan nasuprot drugomu velikom brzinom vrtnje. Turbopuhalo, kakvo se primjerice rabi za prednabijanje gorive smjese u nekih motora s unutarnjim izgaranjem, može biti aksijalnog ili radijalnoga toka plina, jednostupanjsko ili višestupanjsko. (kompresor)
Puhalo je kompresor vrste Roots. Najstarija je vrsta kompresora. Razvio ga je istoimeni proizvođač koncem 60-ih godina 19. stoljeća. Unutarnji dio kućišta ove vrste kompresora ima dva pužna rotota koji su longitudalni i dugih lopatica.  Rotori kod ovih zapravo šalju zrak dalje do komore za izgaranje, samo pod većim tlakom. Karakteristike ovakvih kompresora su da su veliki, često vire izvan poklopca motora pa ih se uglavnom izrađuje za "tjunirane muscle" automobile. Vozila s ovakvim motorima nisu ugodna za upravljanje jer sirovo oslobađaju snagu.

## Kompresor
Kompresor (njem. Kompressor, prema lat. compressus: stisnut) je stroj ili uređaj za stlačivanje (kompresija) plina ili pare. Omjer početnog i konačnoga tlaka u kompresoru naziva se omjerom ili stupnjem kompresije. Katkad se kompresorima nazivaju samo strojevi i uređaji koji ostvaruju omjer kompresije veći od 1 : 3, dok se oni s omjerom kompresije manjim od toga nazivaju puhalima, a oni s manjim od 1 : 1,1 ventilatorima. Za pogon različitih pneumatskih alata (zubarske bušilice, prskalice za bojenje, pneumatski čekići, industrijske preše) najčešće se stlačuje zrak, dok se u rashladnim procesima (u kućanskim hladnjacima, klimatizacijskim uređajima, industrijskim hladnjačama i drugo) stlačuju pare različitih organskih i anorganskih tvari. Kompresor se koristi i pri prijenosu (transportu) prirodnoga plina cjevovodima, sintezi na primjer vinil-klorida ili amonijaka u kemijskoj industriji, ukapljivanju plinova (na primjer zraka pri dobivanju ukapljenoga dušika i plinovitoga kisika) i drugo. Posebna vrsta kompresora, takozvana vakuumska pumpa, primjenjuje se u vakuumskoj tehnici za proizvodnju žarulja, mikroelektronskih sklopova i drugo.

## Turbopuhalo
Turbopuhalo ili turbopunjač (engl. turbocharger) je centrifugalni kompresor, koji se nalazi na istom vratilu s turbinom, koju pogone ispušni plinovi motora. Glavna svrha turbopuhala je povećanje snage motora i ugrađuje se u motore s prednabijanjem snage, jer im ugradnja dodatnih malenih rotora omogućava ogromno povećanje snage, bez značajnih zahvata na pojedinim dijelovima. Iako je povećanje snage bio glavna svrha za turbopuhala, danas se sve više koristi zbog uštede energije i smanjenje emisije štetnih plinova, ali i protočnosti.
Turbopuhala imaju široku primjenu. Ugrađuju se u dizelske i u benzinske motore s unutarnjim izgaranjem, automobila, vlakova, zrakoplova, plovila. Ugrađuju se u dvotaktne i četverotaktne motore. Mogu naći primjenu i u motorima s vanjskim izgaranjem, kao što su gorive ćelije.